# 후루이치역 (히로시마현)
후루이치역(일본어: 古市駅, ふるいちえき 후루이치에키[*])은 일본 히로시마현 히로시마시 아사미나미구에 있는 히로시마 신교통 1호선의 역이다.
| 1 | ■ 하행 | 비샤몬다이 · 다카도리 · 도모추오 · 고이키코엔마에 방면             |
| 2 | ■ 상행 | 니시하라 · 후도인마에 · 우시타 · 신하쿠시마 · 조호쿠 · 혼도리 방면 |

히로시마 고속 교통의 후루이치 역은 섬식 승강장 1면 2선의 구조를 갖춘 고가역이다.

## 개요
건설중인 당역의 가칭은 나카스 역(中須駅)이었다. 역 홈의 역명 아래에는 작게 괄호로 쓰여져 "나카스" 혹은 "나카스"라고 쓰여져 있으며, 현재라도 당역이 나카스역이라고 불리는 경우가 있다. 단, 다른 부역명을 가지는 역이 시각표·차내 방송 등으로 본래의 역명과 부역명의 쌍방을 안내하고 있는 것에 대해, 당역은 시각표·차내 방송 등에서는 "후루이치"라고만 안내 되었습니다.

## 같이 보기
- 히로시마 고속 교통 히로시마 신교통 1호선
- 히로시마 고속 교통

| 히로시마 고속 교통 히로시마 신교통 1호선 | 히로시마 고속 교통 히로시마 신교통 1호선 | 히로시마 고속 교통 히로시마 신교통 1호선 |
| ---------------------------------------- | ---------------------------------------- | ---------------------------------------- |
| 나카스지 혼도리 방면                     | ■ 아스트램 라인                          | 오마치 고이키코엔마에 방면               |